# Judo-Grand-Slam-Turnier in Ulaanbaatar
Das Grand-Slam-Turnier in Ulaanbaatar ist ein Judo-Turnier in Ulaanbaatar. Es fand 2022 zum ersten Mal statt.

## Vorgeschichte
Von 2009 bis 2012 fand in Ulaanbaatar ein internationales Judoturnier statt.  Von 2013 bis 2016 firmierte das Turnier als Grand-Prix-Turnier.

## Siegerliste des Turniers 2022
Das erste Grand-Slam-Turnier in Ulaanbaatar fand vom 24. bis zum 26. Juni 2022 statt.  Es waren 255 Judoka aus 30 Ländern gemeldet.
| Gewichtsklasse     | Männer                  | Land     | Frauen                      | Land       |
| ------------------ | ----------------------- | -------- | --------------------------- | ---------- |
| Superleichtgewicht | Ryūju Nagayama          | Japan    | Natsumi Tsunoda             | Japan      |
| Halbleichtgewicht  | Erkhembayar Battogtokh  | Mongolei | Diyora Keldiyorova          | Usbekistan |
| Leichtgewicht      | Machmadbek Machmadbekow | Russland | Lchagwatogoogiin Enchriilen | Mongolei   |
| Halbmittelgewicht  | Lee Joon-hwan           | Südkorea | Nami Nabekura               | Japan      |
| Mittelgewicht      | Michail Igolnikow       | Russland | Madina Taimasowa            | Russland   |
| Halbschwergewicht  | Matwej Kanikowski       | Russland | Mami Umeki                  | Japan      |
| Schwergewicht      | Inal Tassojew           | Russland | Raz Hershko                 | Israel     |

## Siegerliste des Turniers 2023
Das zweite Grand-Slam-Turnier in Ulaanbaatar fand vom 23. bis zum 25. Juni 2023 statt.  Es waren 344 Judoka aus 44 Ländern gemeldet.
| Gewichtsklasse     | Männer                      | Land     | Frauen          | Land   |
| ------------------ | --------------------------- | -------- | --------------- | ------ |
| Superleichtgewicht | Ryūju Nagayama              | Japan    | Hikari Yoshioka | Japan  |
| Halbleichtgewicht  | Jondonperenlein Baschüü     | Mongolei | Gefen Primo     | Israel |
| Leichtgewicht      | Ken Oyoshi                  | Japan    | Christa Deguchi | Kanada |
| Halbmittelgewicht  | Kenya Kohara                | Japan    | Nami Nabekura   | Japan  |
| Mittelgewicht      | Michail Igolnikow           | Russland | Shiho Tanaka    | Japan  |
| Halbschwergewicht  | Batchujagiin Gontschigsüren | Mongolei | Inbar Lanir     | Israel |
| Schwergewicht      | Inal Tassojew               | Russland | Wakaba Tomita   | Japan  |

## 2024
2024 fiel das Turnier aus, da es im Zeitplan mit den Olympischen Spielen kollidierte.

## Siegerliste des Turniers 2025
Das dritte Grand-Slam-Turnier in Ulaanbaatar fand vom 25. bis zum 27. Juli 2025 statt. Es waren 236 Judoka aus 28 Ländern gemeldet.
| Gewichtsklasse     | Männer                      | Land       | Frauen             | Land       |
| ------------------ | --------------------------- | ---------- | ------------------ | ---------- |
| Superleichtgewicht | Hiroto Shirakane            | Japan      | Mitsuki Kondo      | Japan      |
| Halbleichtgewicht  | Abdurakhim Nutfulloev       | Usbekistan | Kokoro Fujishiro   | Japan      |
| Leichtgewicht      | Uranbayar Odgerel           | Mongolei   | Ksenija Galitskaia | Russland   |
| Halbmittelgewicht  | Yuhei Oino                  | Japan      | Gankhaich Bold     | Mongolei   |
| Mittelgewicht      | Riku Okada                  | Japan      | Utana Terada       | Japan      |
| Halbschwergewicht  | Anton Sawytski              | Ukraine    | Patrícia Sampaio   | Portugal   |
| Schwergewicht      | Batchujagiin Gontschigsüren | Mongolei   | Léa Fontaine       | Frankreich |